# Paradorydium longifasciana
Paradorydium longifasciana är en insektsart som beskrevs av Li 1990. Paradorydium longifasciana ingår i släktet Paradorydium och familjen dvärgstritar. Inga underarter finns listade i Catalogue of Life.